# Omas gegen Rechts

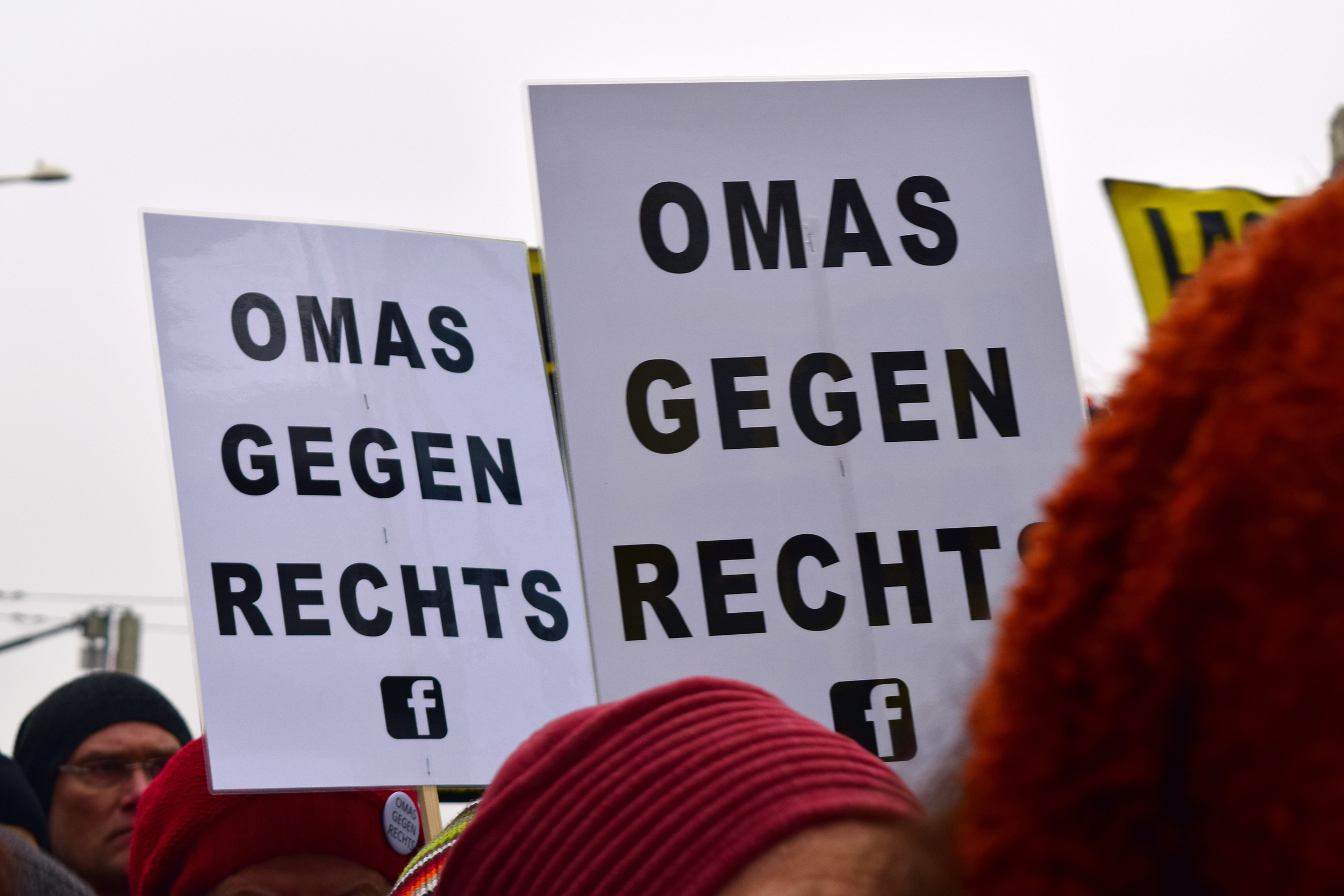
Charakteristisch für Omas gegen Rechts: Weiße Plakate mit dem Namen der Initiative in schwarzen Großbuchstaben

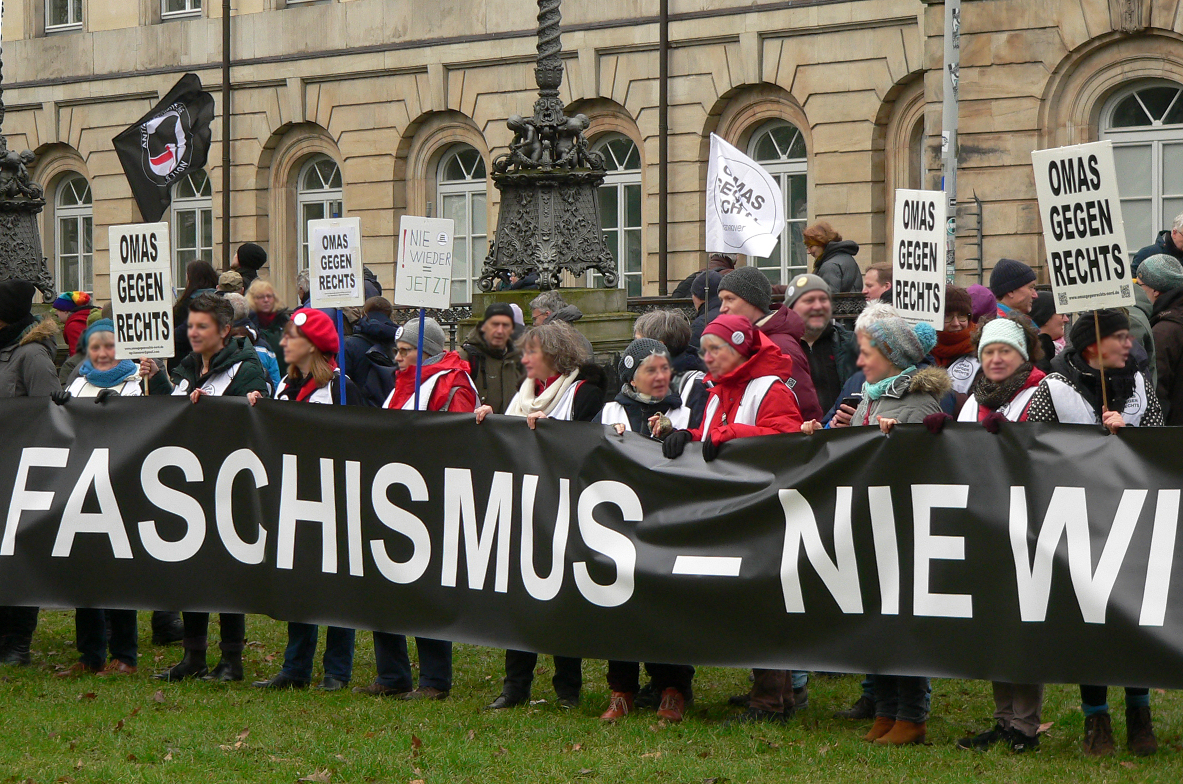
Omas gegen Rechts in Hannover, 2024

Omas gegen Rechts, Eigenschreibweise meist in Großbuchstaben OMAS GEGEN RECHTS, ist eine seit 2017 bestehende parteiunabhängige Bürgerinitiative, die in Deutschland, Österreich, der Schweiz und Südtirol durch lose organisierte Ortsgruppen in Erscheinung tritt. Die Omas gegen Rechts engagieren sich ehrenamtlich unter anderem durch Demonstrationen und andere Aktionen für Toleranz und gegen Rechtsextremismus.

## Geschichte
Die Initiative wurde in Wien 2017 von der Theologin und Psychotherapeutin Monika Salzer gegründet, nach ihren Angaben als Reaktion auf die Koalition der Österreichischen Volkspartei mit der Freiheitlichen Partei Österreichs in der Bundesregierung Kurz I. Seit Frühjahr 2018 ist die Initiative auch in Deutschland aktiv. Laut Deutscher Welle ist das Bündnis „in mehr als 70 Städten“ aktiv, laut der Berliner Zeitung gibt es deutschlandweit „etwa hundert Regionalgruppen“ (Stand 2020).
Am 3. und 4. August 2024 versammelten sich in Erfurt die Omas gegen Rechts zu ihrem ersten Bundeskongress. Die rund 300 Teilnehmerinnen bemühten sich um eine bessere Vernetzung der lokalen Gruppen, fachlichen Austausch und das Entwickeln neuer Ideen.

## Ziele

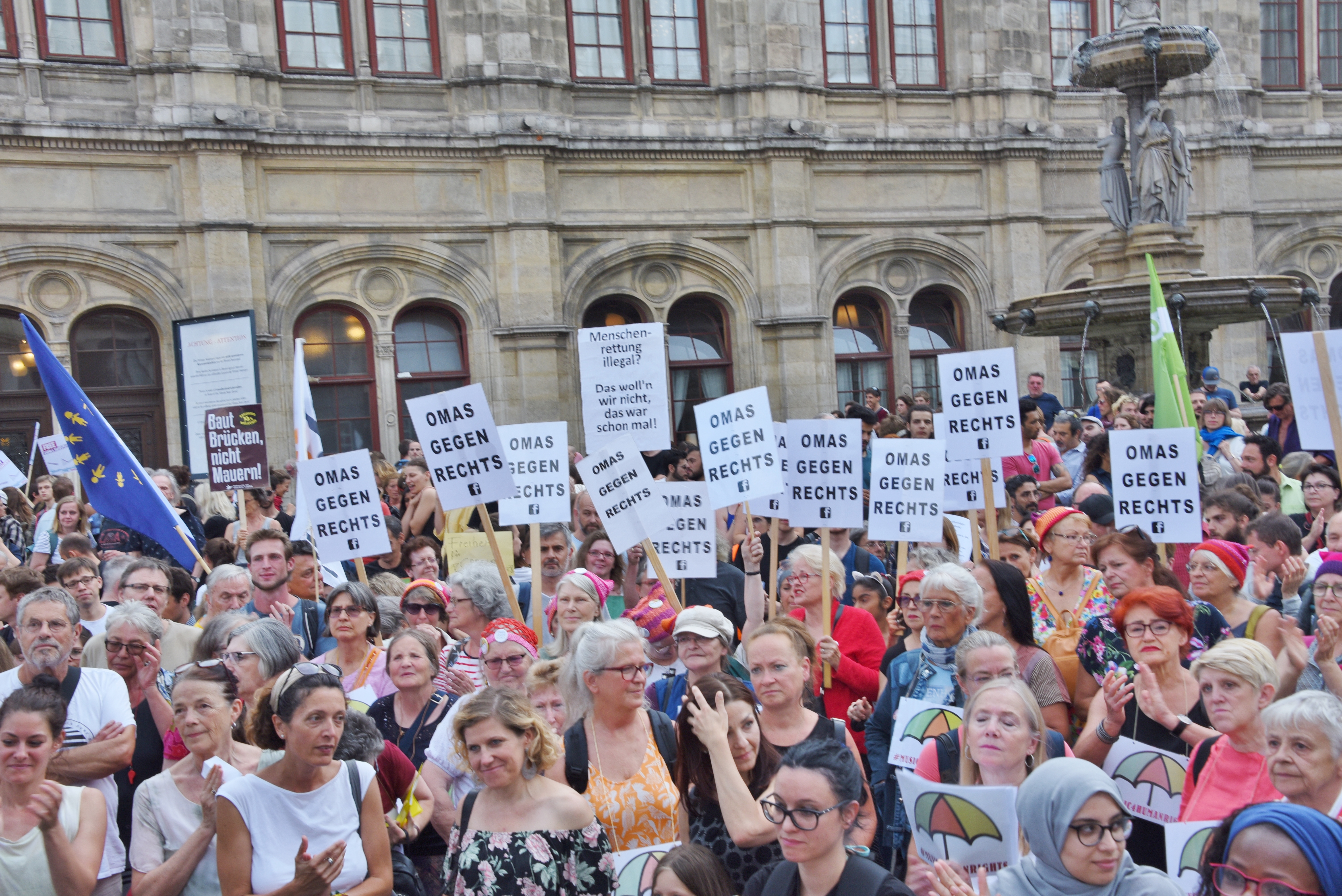
Omas gegen rechts in Wien 2019 bei einer Demonstration gegen die Inhaftierung von Carola Rackete

Die Initiative setzt sich gegen Antisemitismus, Rassismus und Frauenfeindlichkeit ein. Sie möchte „sich den rechten und faschistischen Entwicklungen entgegenstellen, die sie in Deutschland und den europäischen Ländern beobachten.“ Zudem tritt die Initiative für Gleichberechtigung und Toleranz ein und solidarisiert sich mit der Bewegung Fridays for Future. Teilweise demonstrieren Ortsgruppen gegen die Proteste gegen Schutzmaßnahmen zur COVID-19-Pandemie in Deutschland.

## Organisationsstruktur
Die Omas gegen Rechts sind seit 2017 in Österreich als Verein organisiert. Darüber hinaus erfolgt die Organisation der Regionalgruppen ohne institutionelle Anbindung. Von der Initiative selber werden die Entscheidungsfindungsprozesse als basisdemokratisch bezeichnet. Als zentrale Plattform zum Austausch zwischen den Ortsgruppen dient eine Facebook-Gruppe.
In Deutschland wurden die OMAS GEGEN RECHTS im Januar 2018 gleichzeitig von Anna Ohnweiler in Nagold und Gerda Smorra in Bremen jeweils als Facebook-Gruppe gegründet. Daraus entwickelte sich zum einen der Verein „Omas gegen Rechts Deutschland e.V.“ und parallel dazu ein davon unabhängiges Bündnis regionaler Ortsgruppen, die im OMAS GEGEN RECHTS Deutschland-Bündnis zusammengeschlossen sind, zu dem auch die größte Formation OMAS GEGEN RECHTS-Nord gehört.

## Aktionen

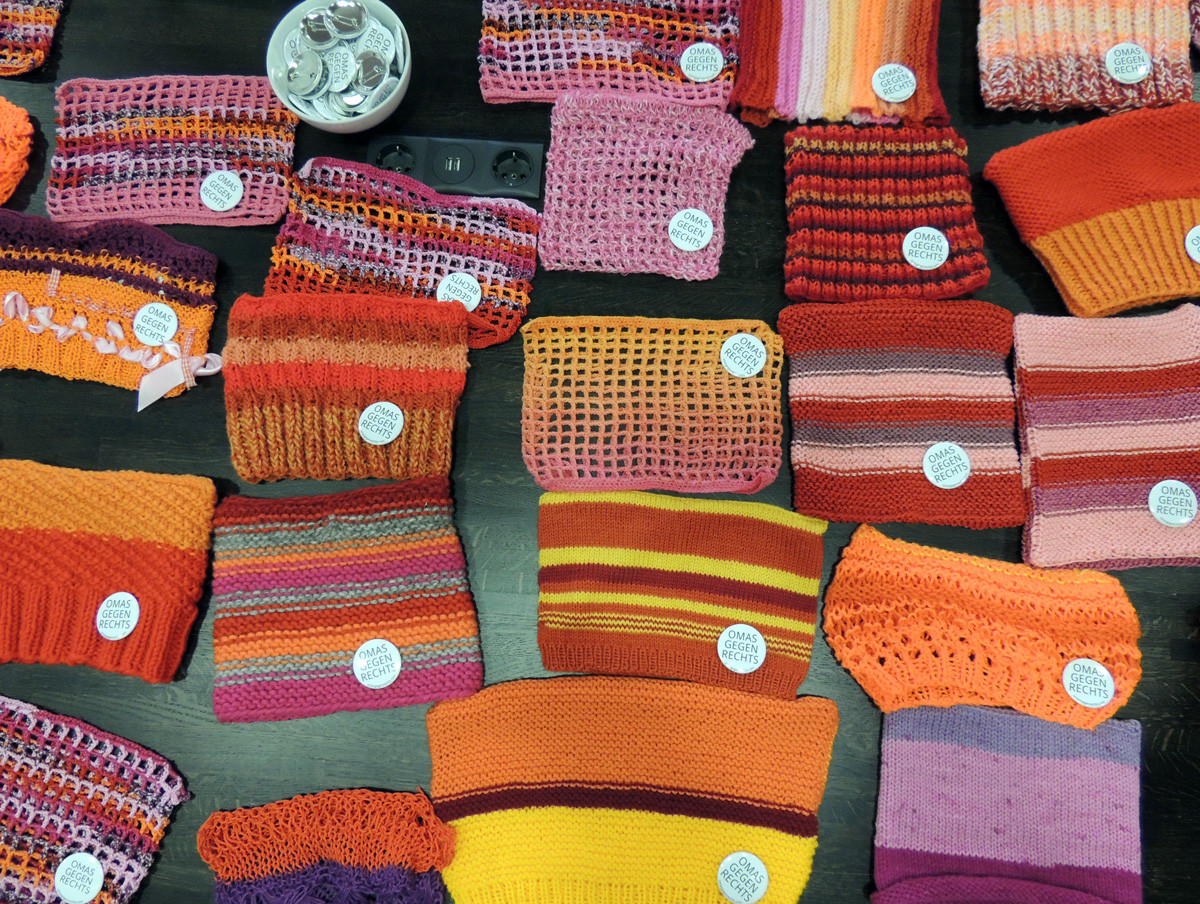
„Pussyhats“ mit Buttons der Initiative

In Deutschland und Österreich treten die Omas gegen Rechts bei verschiedenen Demonstrationen und Anlässen auf. Als Erkennungszeichen dienen dabei pinke oder bunte Strickmützen, sogenannte „Pussyhats“. Nach eigenen Angaben sind die Mützen „Zeichen von gewaltlosem Widerstand und Solidarität“. Namensgebung und Gestaltung der Kopfbedeckungen sind Protesten gegen Donald Trump entlehnt.
Im Februar 2020 trat der Chor der Münchner Ortsgruppe der Omas gegen Rechts gemeinsam mit Sarah Hakenberg in der ZDF-Kabarett-Sendung Die Anstalt auf. Nach eigenen Angaben war der Auftritt „die musikalische Antwort auf die rechte Empörung nach dem Kinderchorlied Meine Oma ist ’ne Umweltsau“.
Am 4. Juli 2020 unterstützten die Omas gegen Rechts die von der SPÖ Braunau organisierte Demonstration für den Erhalt des Mahnsteins vor dem Hitler-Geburtshaus. Redner gegen die angeblich vom Innenministerium geplante „Geschichtsneutralisierung“ waren Susanne Scholl, Robert Eiter vom OÖ Netzwerk gegen Rassismus und Rechtsextremismus, der Schriftsteller Ludwig Laher und die Abgeordnete zum Nationalrat Sabine Schatz.
Im Sommer 2024 sammelte die Initiative 33.000 Unterschriften für eine Online-Petition und erreichte damit, dass die Berliner Volksbank das Spendenkonto der AfD kündigte.
Im Jänner 2025 unterstützten die Omas gegen Rechts eine spontane Kundgebung der JöH am Ballhausplatz mit dem Titel „Herbert Kickl als Bundeskanzler verhindern!“ nach den gescheiterten Regierungsverhandlungen zwischen ÖVP, SPÖ und NEOS.

## Auszeichnungen
- Am 14. Dezember 2019 erhielt die Initiative Omas gegen Rechts den mit einem Preisgeld von 2000 € versehenen 1. Platz beim Integrationspreis der Stadt Freiburg im Breisgau.[17]
- Am 11. November 2020 folgte der mit 5000 € dotierte Paul-Spiegel-Preis für Zivilcourage des Zentralrats der Juden in Deutschland (die Preisübergabe fand aufgrund der damals geltenden Corona-Maßnahmen erst 2022 statt).[18][19][20]
- Am 29. November 2021 gewannen die Omas gegen Rechts den mit 3000 € dotierten 1. Hauptpreis des Thüringer Demokratiepreises.[21]
- Am 8. Oktober 2021 erhielt Monika Salzer mit der Initiative Omas gegen Rechts in Dortmund die mit einem Geldpreis von 3000 € dekorierte Auszeichnung „Aufmüpfige Frau des Jahres“, die von der Stiftung Aufmüpfige Frauen vergeben wird.[22]
- Am 23. Juli 2022 ging der mit 5000 € dotierte Kultur- und Friedenspreis der Villa Ichon an die Omas gegen Rechts in Bremen, der stellvertretend von Gerda Smorra und Renate Diekmann entgegengenommen wurde.[23]
- Am 26. November 2022 wurde den Omas gegen Rechts aus Kandel der Regine-Hildebrandt-Preis 2021 der deutschen Sozialdemokratie verliehen.[24]
- 2024 erhielten sie den Kettelerpreis der KAB-Stiftung Zukunft der Arbeit und sozialen Sicherung (ZASS).
- Am 1. September 2024 wurde den Omas gegen Rechts der Aachener Friedenspreis zuerkannt.[25]
- Am 7. März 2025 wurden die Ortsgruppen der Omas gegen Rechts Bremen, Bremen-Nord und Bremerhaven vom Bremer Landesfrauenrat als „Bremer Frauen des Jahres“ ausgezeichnet.[26]

## Finanzierung
Omas gegen Rechts finanziert sich über Mitgliedsbeiträge und private Spenden.
In Deutschland erhielten einzelne Regionalgruppen Fördermittel des Bundesprogramms Demokratie leben!
Das Projekt „Medienkompetenz für OMAS GEGEN RECHTS zur Stärkung des demokratischen Diskurses“ der Omas gegen rechts Gießen wurde durch die „Melting Pott“-Kampagne des US-amerikanischen Speiseeishersteller Ben & Jerry’s, den Hamburger Fußballverein FC St. Pauli und die Amadeu Antonio Stiftung gefördert und unterstützt.